# Spa (Bélgica)
Spa es una ciudad ubicada en la provincia de Lieja, en Bélgica. 
Durante la Primera Guerra Mundial, el mando alemán estableció en Spa su base de operaciones donde residía el Emperador Guillermo II.
Esta ciudad es famosa desde la época romana por sus baños o centros de aguas termales. Incluso existen versiones que indican que el término moderno 'spa', referido a un lugar de ocio y salud, con piscinas y tratamientos de relajación basados en el agua, se derivaría del nombre de esta localidad.
Actualmente esta población es más bien conocida porque en sus cercanías se encuentra el Circuito de Spa-Francorchamps, sede del Gran Premio de Bélgica de Fórmula 1.

## Demografía

### Evolución
Todos los datos históricos relativos al actual municipio, el siguiente gráfico refleja su evolución demográfica, incluyendo municipios después de efectuada la fusión el 1 de enero de 1977.
| Gráfica de evolución demográfica de Spa entre 1846 y 2019 |
|                                                           |